# Srovnávací reklama
Srovnávací reklama je jakákoli reklama, která přímo nebo nepřímo označuje jiného soutěžitele nebo jeho zboží či službu. Za určitých podmínek je přípustná, v opačném případě jde o nekalosoutěžní jednání. Upravena je v ustanovení § 2980 občanského zákoníku.
Přípustná je jen tehdy, pokud:
- není klamavá,
- srovnává-li jen zboží a službu uspokojující stejnou potřebu nebo určené ke stejnému účelu,
- srovnává-li objektivně jednu nebo více podstatných, důležitých, ověřitelných a příznačných
vlastností zboží nebo služeb včetně ceny,
- srovnává-li zboží s označením původu pouze se zbožím stejného označení,
- nezlehčuje-li soutěžitele, jeho postavení, jeho činnost nebo její výsledky nebo jejich označení ani z nich nekalým způsobem netěží, a
- nenabízí-li zboží nebo službu jako napodobení či reprodukci zboží nebo služby označovaných ochrannou známkou soutěžitele nebo jeho názvem.